# Antytila
Antytila (in ucraino Антитіла?, lett. "Anticorpi") è un gruppo musicale ucraino, formatosi a Kiev nel 2007. Il loro repertorio comprende principalmente canzoni in lingua ucraina.

## Storia
L'origine del gruppo risale al 2004, ossia alla prima esibizione dell'attuale frontman Taras Topolja in un club di Kiev con la canzone Antytila, che darà successivamente il nome alla band. Le prime attività iniziano nel 2008, con la pubblicazione del primo album Buduvudu.
In seguito all'occupazione russa della Crimea e allo scoppio della guerra del Donbass nel 2014, i membri della band hanno intrapreso un tour internazionale per raccogliere fondi da destinare ad attività di volontariato a sostegno dei soldati ucraini impegnati al fronte.
Nel 2018 la loro canzone Lego diventa la colonna sonora della commedia romantica Io, Tu, Lui, Lei, avente come protagonista il futuro presidente dell'Ucraina Volodymyr Zelens'kyj, il quale compare anche nel videoclip del pezzo musicale.
Il 25 febbraio 2022, subito dopo lo scoppio dell'invasione russa dell'Ucraina, i membri della band hanno annunciato di essersi uniti come volontari alle Forze di difesa territoriale. Proprio questo giorno sarebbe dovuta avvenire la presentazione del loro nuovo album MLNL, la quale è stata cancellata a causa del conflitto. Nel marzo seguente il gruppo si è offerto di partecipare da remoto al Concert for Ukraine, un concerto di beneficenza per raccogliere fondi per le persone colpite dalla guerra. Questo appello è stato anche inviato al cantautore Ed Sheeran tramite TikTok, ma gli organizzatori dell'evento hanno rifiutato di concedere uno spazio alla band a causa dei suoi legami con le forze armate. In risposta, Sheeran ha collaborato con la band a un remix della sua canzone 2step, i cui profitti sono stati donati a Music Saves UA, un progetto di raccolta fondi creato per fornire aiuti umanitari in Ucraina.
A febbraio 2023 il gruppo ha pubblicato il singolo Fortecja Bachmut, registrato durante la battaglia di Bachmut insieme a militari della 241ª Brigata di difesa territoriale e della 45ª Brigata artiglieria dell'esercito ucraino. Con questo brano si sono esibiti dal vivo durante il Festival di Sanremo 2023.

## Formazione
Attuale
- Taras Topolja — voce, testi (dal 2007)
- Serhij Vusyk — tastiere, arrangiamenti (dal 2008)
- Dmytro Žolud' — chitarra (dal 2016)
- Dmytro Vodovozov — batteria (dal 2017)
- Mychajlo Čyrko — basso (dal 2017)

Ex componenti
- Mykyta Čuchrijenko — chitarra (2008-2016)
- Oleksij Skuridin — batteria (2007-2011)
- Erland Syvolapov — batteria (2011-2012)
- Denys Švec' — batteria (2012-2017)
- Viktor Rajevs'kyj — basso (2008-2015)
- Mykyta Astrachancev — basso (2015-2017)

## Discografia

### Album in studio
- 2008 – Buduvudu
- 2011 – Vybyraj
- 2013 – Nad poljusamy
- 2015 – Vse krasyvo
- 2016 – Sonce
- 2019 – Hello
- 2022 – MLNL

### Singoli
- 2012 – Smotri v menja
- 2012 – F1H2O
- 2013 – Tebe moja nevesta
- 2013 – I vsju nič
- 2014 – Šanchaj
- 2016 – Ljudy jak korabli
- 2016 – Tancjuj
- 2017 – TDME
- 2018 – Novy moment
- 2018 – Novorična
- 2018 – Lego
- 2019 – Viryla
- 2019 – Bude syn
- 2020 – Kino
- 2020 – Ptacha
- 2020 – Maskarad
- 2021 – Stan'/And You Start
- 2022 – Čornobyl' foreva
- 2022 – Hello
- 2022 – Carol for the Charity (feat. Ver'ovka Ensemble e Zernjatko Children Folk Ensemble)
- 2023 – Fortecja Bachmut
- 2023 – Death from Above
- 2024 – Ty same ta
- 2024 – Polamani
- 2024 – Vdoma

### Collaborazioni
- 2022 – 2step (Ed Sheeran feat. Antytila)